# Vortex86

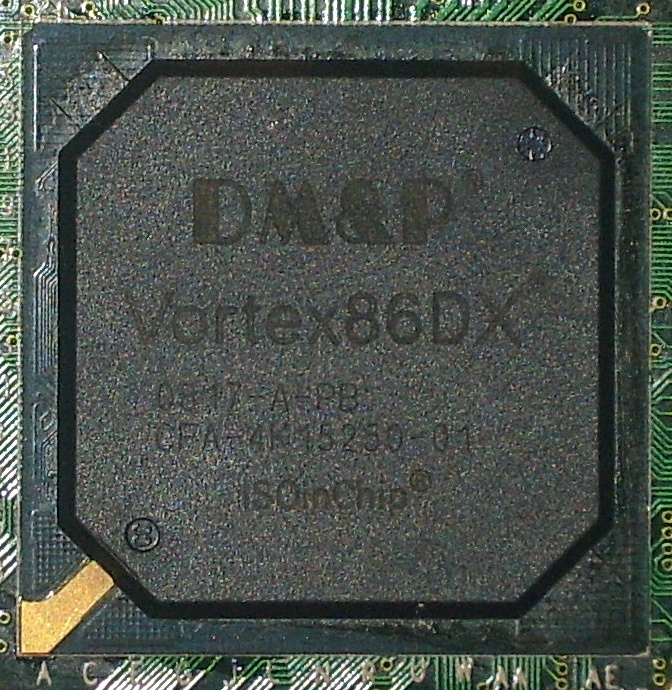
Vortex86DX

A Vortex86 egy 32 bites processzorcsalád, amely az x86 utasításkészletet használja. Eredetileg a Rise Technology fejlesztette ki (Rise MP6), később a SiS felvásárolta, ma pedig a DMP nevű vállalat tulajdonában van. Előszeretettel használják a terméket beágyazott rendszerekben, netbookokban, mini-pc-kben.
A chip más gyártók által is licencelhető, az Xcore86 is egy Vortex86-ot takar, amit az Xcore licencelt.
A processzor képes a Windows XP, Linux, Windows Embedded, és más, általános célú x86-os operációs rendszerek futtatására is.

## Változatok

### Eredeti Vortex86
Az eredeti változat a SiS55x processzor, de néhány korai modell még Rise mP6-ként azonosította magát, az utolsó modellek pedig egyszerűen Vortex86-ként. Ezek a modellek mind ugyanazt a terméket takarták, csak minimális architekturális eltérések voltak bennük. 3 db futószalagot tartalmaz, és az MMX utasításkészletet is támogatja.

### Vortex86SX
300 MHz-es órajelen üzemel, 16 KiB adat + 16 KiB utasítás L1 cache, de nem tartalmaz FPU-t, és L2 cachet. Támogatja az SD és DDR2 memóriákat.

### Vortex86DX
600 MHz-től 1 GHz-ig terjed az órajele, 1-2 W körüli fogyasztás jellemzi 800 MHz-en a teljes SoC-ot processzorral együtt.), 16 KiB adat + 16 KiB utasítás L1 cache, ez tartalmaz már FPU-t, és 512 KB L2 cachet. Maximum 1 GiB DDR2 memóriát támogat. Ez a változat PDX-600 néven is forgalomban van. Néhány netbook is használja a Vortex86DX-et.
A processzor 90 nm-es gyártástechnológiával készül(t).

### Vortex86MX
A Vortex86MX a DX erősen továbbfejlesztett változata, az elődjéhez képest majdnem kétszer gyorsabb, és fogyasztása is szelídebb. Már nem tartalmaz ISA interfészt, viszont tartalmaz egy grafikus csipet integrálva, egy HD audiócsipet, és egy IDE vezérlőt. PMX-1000 néven is találkozhatunk vele. Ezt a változatot előszeretettel használják netbookokban, pl a Gecko Edubookban, ami egy kis fogyasztású elemes netbook.

### Vortex86MX+
A Vortex86MX minimálisan továbbfejlesztett változata, egy árnyalatnyival gyorsabb, a fogyasztás maradt a megszokott 1-2 W.

### Vortex86DX2
Támogatja a SATA vezérlőket, és a PCI-E sínt, a memóriavezérlő órajele az MX-hez képest kétszeres. A chip legtöbb változata 800 MHz-es.

### Vortex86EX
Ebben a modellben megjelent a DDR3 memória támogatás, ám maximum 1 gibibájtot támogat belőle. A processzor alacsony órajelű, 300, 400 és 500 MHz-es órajelű változatok érhetők el belőle. A fogyasztás a többi modellhez képest alacsonyabb. A memóriavezérlő 300 MHz-en jár.

### Vortex86DX3
Ez a modell már kétmagos, valamint támogatja a DDR3 memóriát, maximum 4 GiB-ot. Az IGP tartalmaz H.264 kodeket is, és többek között támogatja az 1920×1440 valamint az 1920×1080 (Full HD) felbontást is. SATA és IDE vezérlővel, PCI-E csatornával is rendelkezik. Az L2 gyorsítótár mérete 512 KiB. Órajele 1 GHz. Az utasításkészlet kibővítésre került, immáron támogatja az első generációs SSE utasításokat is. A processzor 40 nm-es gyártástechnológián készül.

## Érdekességek
A processzor az i586 utasításkészletet használja, a korai verziók nem tartalmaznak lebegőpontos egységet sem, ezeken csak Linuxot ajánlott futtatni, mert az tudja emulálni az FPU-t. A Vortex86DX és korábbi modellek nem tartalmaznak PAE-t, így a PAE-vel fordított kernelek nem képesek rajta elindulni, és az i686 architektúrára fordított kódok sem fognak futni, mert a processzor nem támogatja a CMOV utasítást sem.
A 800 MHz-es Vortex86 példány a linux kernel szerint 1600-as bogomips értékre képes, a régebbi, 200 MHz-es példányok pedig körülbelül 400-as bogomipsre.
Amennyiben az adott Vortex86DX (vagy újabb) modell nem tartalmaz kártyaolvasót, akár pendriveról, vagy USB-s kártyaolvasóról is képes az operációs rendszert bebootolni.